# 塞提夫省
塞提夫省（阿拉伯語：ولاية سطي）是阿尔及利亚北部的一个省，首府塞提夫是该国第七大城市。塞提夫省是阿尔及利亚人口第二多的省份。
36°11′N 5°24′E / 36.18°N 5.4°E